# Tranøya (Troms)
Tranøya  est une petite île inhabitée du comté de Troms, sur la côte de la mer de Norvège. L'île fait partie la commune de Senja.

## Description
L'île de 1,18 km2 est située à l'entrée du fjord de Tranøybotn depuis le Solbergfjorden (en). L'église actuelle de Tranøy est une église en bois de 1775. C'est la municipalité qui possède la plupart des bâtiments de l'île et la moitié est de la superficie de l'île. La moitié ouest de l'île appartient à la Statskog, une entreprise publique qui gère la forêt domaniale sur la montagne. .
Tranøya fut peuplée depuis plus de 2.000 ans. Il existe de nombreux tumulus funéraires et d'autres vestiges. Dans l'ancien presbytère, Le musée Midt-Troms de 1740 présente une exposition permanente sur l'histoire de l'île.
L'île a un accès facile et de grandes possibilités de camping.